# Копанки (Новоукраїнський район)
Копа́нки — село в Україні, у Смолінській селищній громаді Новоукраїнського району Кіровоградської області. Населення становить 612 осіб.  Орган місцевого самоврядування — Смолінська селищна рада.

## Географія
У селі бере початок річка Копанка, притока Малої Висі.
У селі розміщується дерев'яна церква Святих Костянтина i Єлени, пам'ятка архітектури.

## Галерея

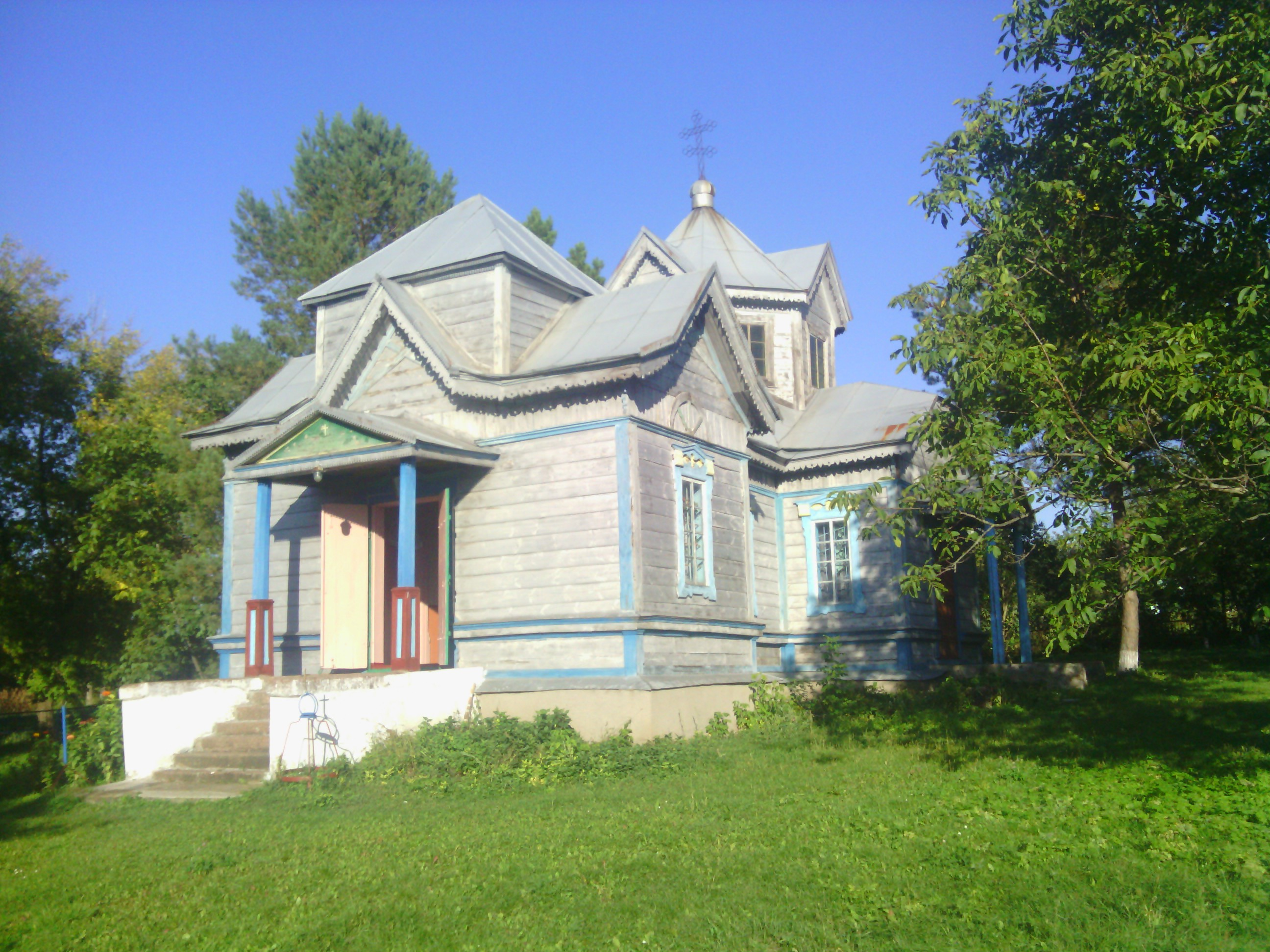
Церква до ремонту
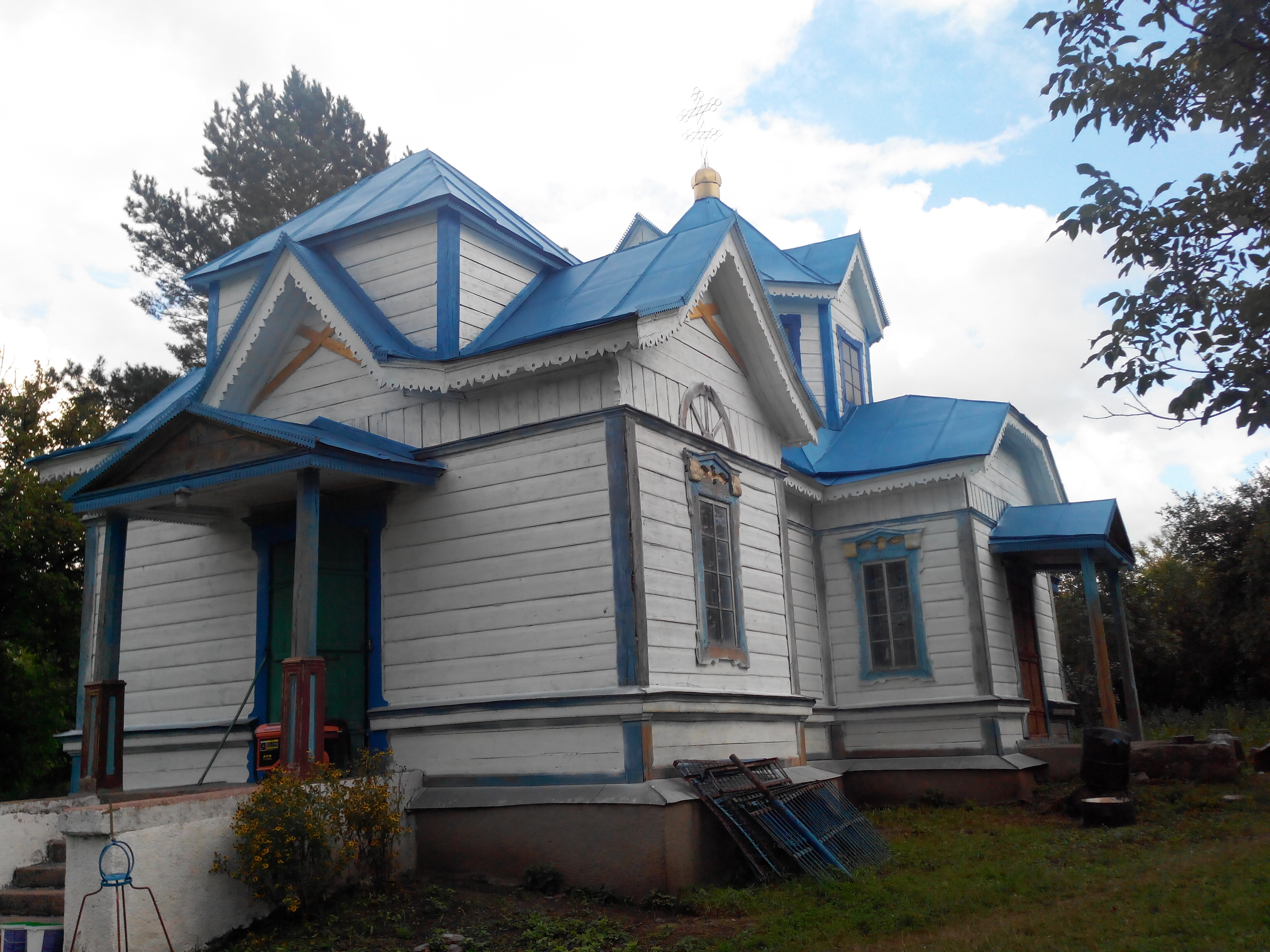
Церква після ремонту

## Населення
Згідно з переписом УРСР 1989 року чисельність наявного населення села становила 623 особи, з яких 289 чоловіків та 334 жінки.
За переписом населення України 2001 року в селі мешкало 612 осіб.

### Мова
Розподіл населення за рідною мовою за даними перепису 2001 року:
| Мова       | Відсоток |
| ---------- | -------- |
| українська | 93,46 %  |
| російська  | 4,74 %   |
| молдовська | 0,98 %   |
| вірменська | 0,65 %   |